# Poma reineta

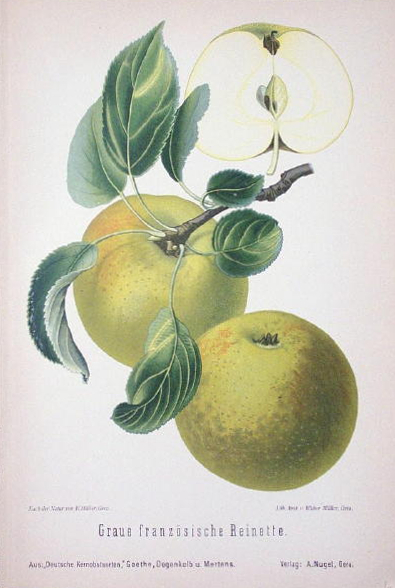
Reineta grisa francesa

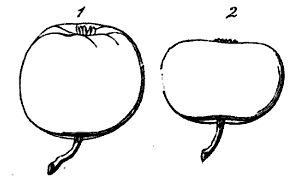
Glanz-Renetten, Engelbrecht 1889

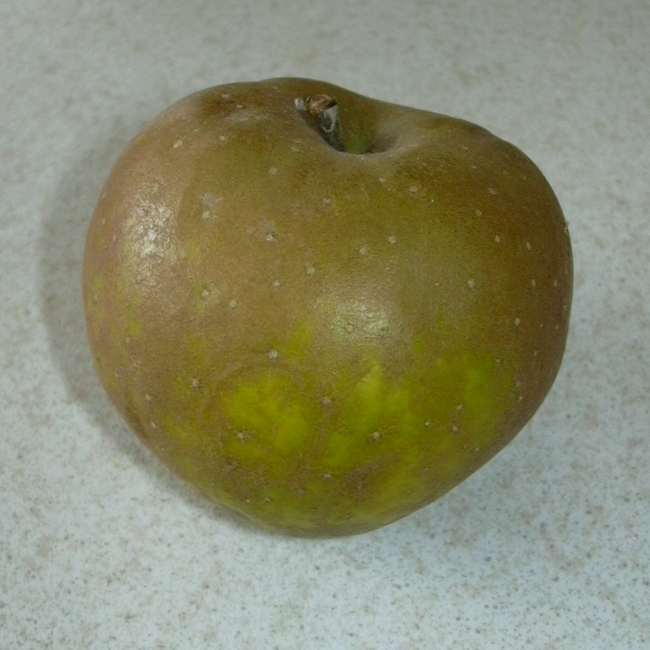
Una poma de la varietat Egremont Russet, gairebé completament coberta de "russeting"

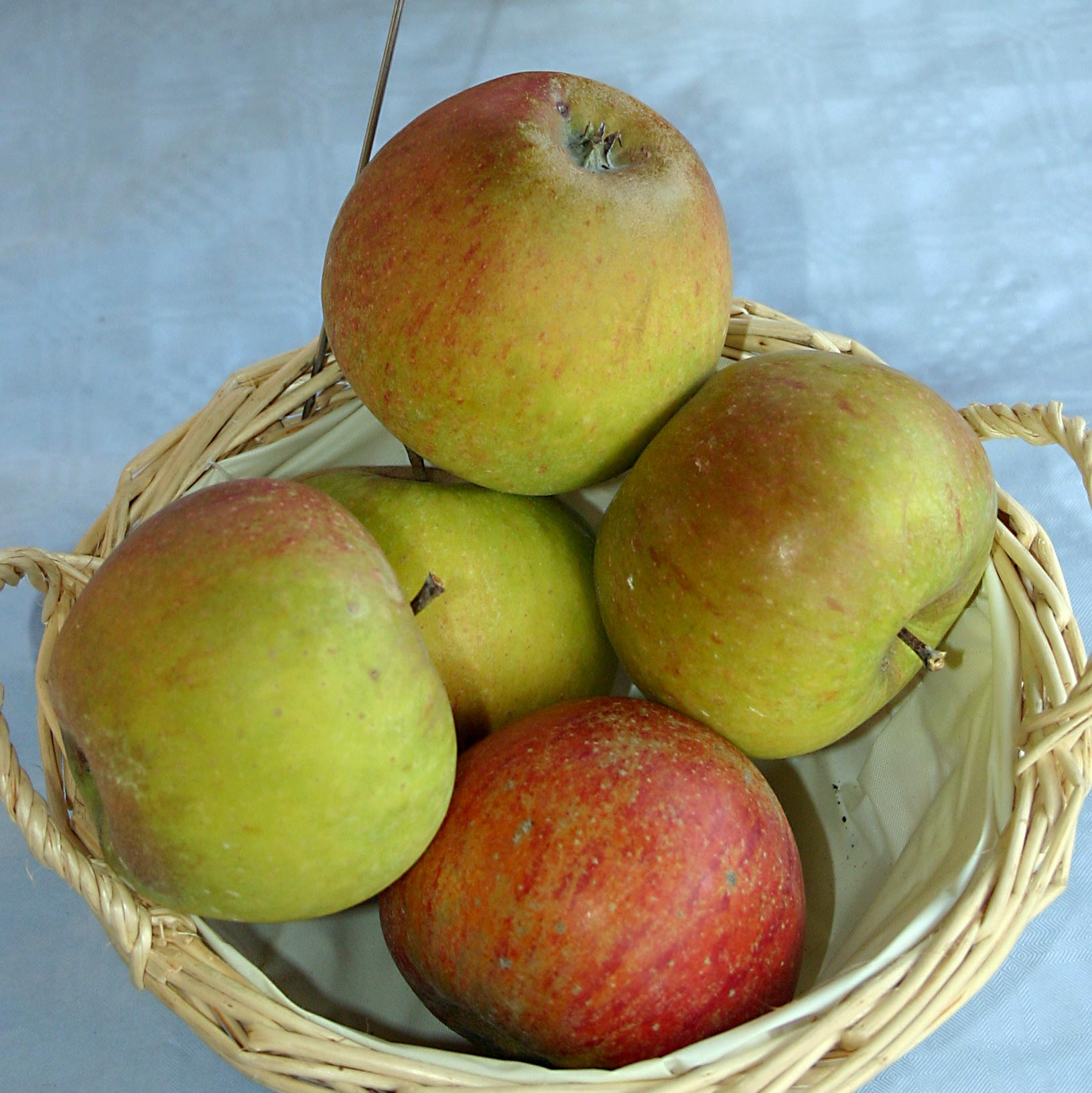
Poma reineta de la varietat anglesa Cox Orange

La poma reineta és una varietat cultivar de poma que es caracteritza per tenir la superfície de la pell rugosa, una mida grossa, la forma relativament aplanada, un gust que recorda les nous, sovint molt dolç i una olor fina.
El grau de rugositat pot veure's afectada per diversos factors, fins i tot la meteorologia, les malalties o plagues i els danys per aplicació d'agroquímics, dins dels quals s'inclouen els reguladors de creixement (fitohormones).
La reineta més comuna és la varietat reineta grisa del Canadà, que es coneix popularment amb l'expressiu nom de cara bruta.
Ja en temps de William Shakespeare hi havia les pomes reineta. Per exemple es citen, sota el nom de "leathercoat", en l'obra Enric IV (part segona).

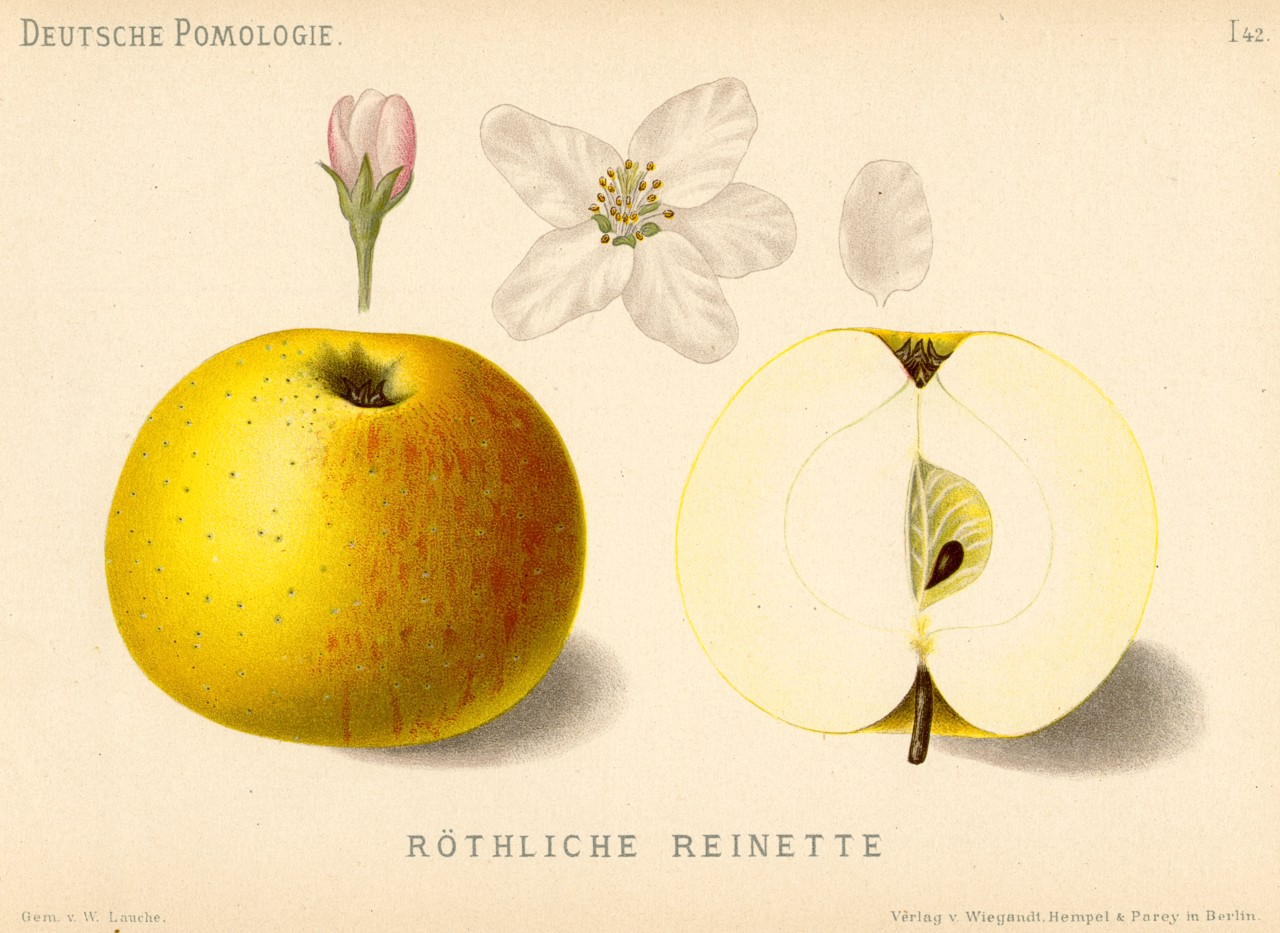
Reinetes en un dibuix de 1883

## Història
La primera menció de pomes de la varietat reineta va ser feta pel metge francès
Charles Estienne l'any 1540:
| « | Gairebé al mateix temps que les pomes de (la varietat) Râteau maduren les anomenades Renetia o, en llengua vulgar, De renette,. | » |

Sembla que Estienn es refereix a la varietat de poma anomenada “Reinette franche” o “Reineta blanca” i que aquesta podria ser l'origen de totes les reinetes.
El 1768 el botànic Duhamel du Monceau va descriure dotze tipus de reinetes. En el
segle XIX n'hi havia més de 80 varietats.

## Etimologia
Hi ha dues teories sobre l'origen de la paraula 'reineta' -
reinette en francès. El nom podria originar-se del diminutiu reginetta, 'petita reina', al·ludint la seva suposada condició de reina de les pomes o de ranetta, diminutiu de granota (rana en llatí) per les seves taques semblants a les de la pell de les granotes.

## Varietats

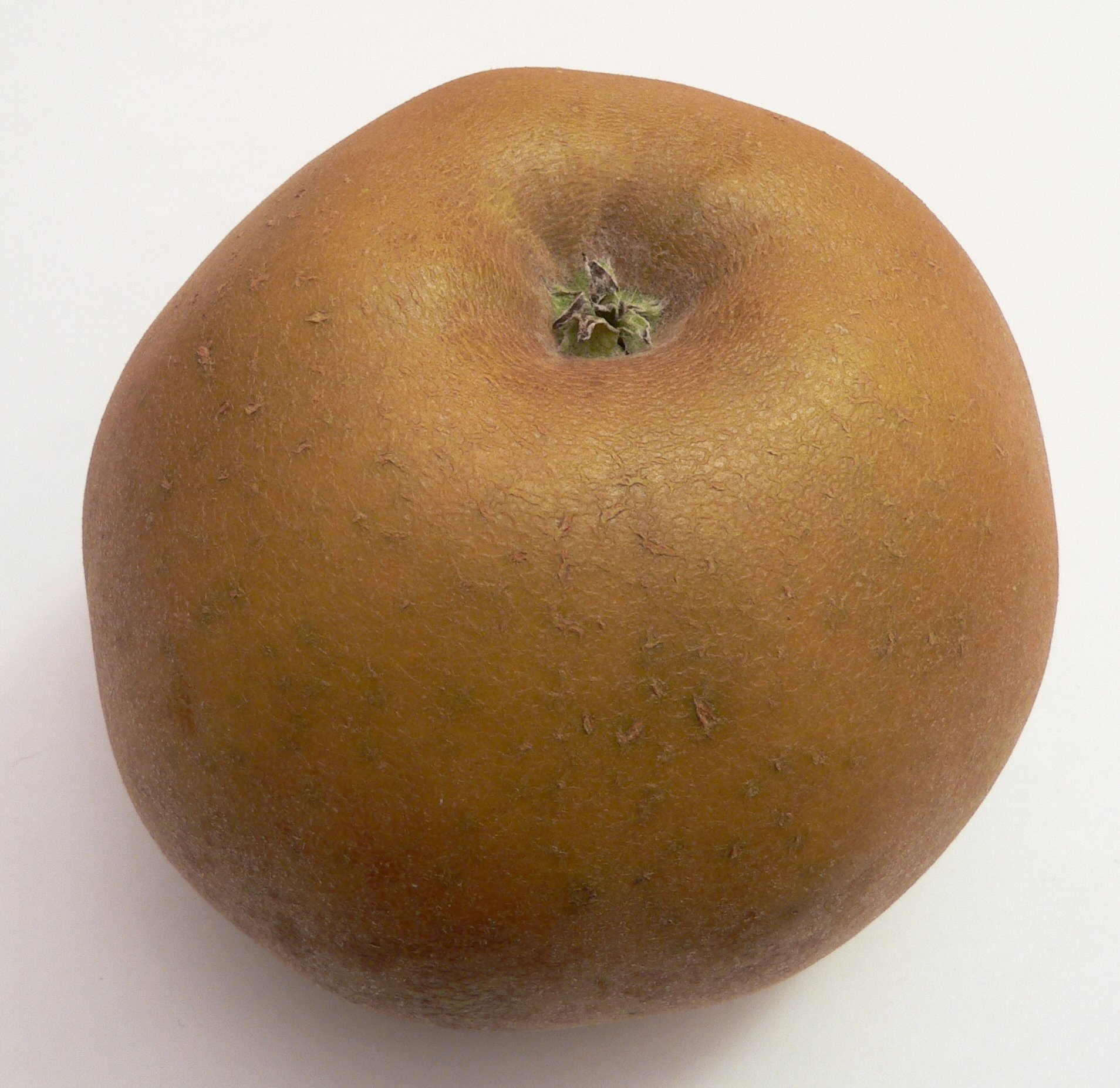
Reineta grisa del Canadà o “carabruta”

La varietat més comuna és la reineta del Canadà, que, malgrat el seu nom, procedeix d'Anglaterra. Es troba en dues varietats la reineta blanca i la reineta grisa
. Aquestes varietats tenen denominació d'origen a la comarca d'El Bierzo.
Altres varietats corrents són:

### Reinetes franceses
- Reina de les reinetes
- Reinette Ananas
- Reinette Baumann
- Reinette Bergamotte
- Reinette Clochard
- Reinette Courthay
- Reinette d'Armorique
- Reinette de Bretagne
- Reinette de Brive
- Reinette de Champagne
- Reinette de Chênée, triploide, S-génotype: S1S9S21[7]
- Reinette de Flandre
- Reineta de França, triploide, S-genotip: S₃S19S24
- Reinette de l'Hopital, diploide
- Reinette de Savoie
- Reinette de Servin
- Reinette de Tournai, diploide
- Reinette dorée française
- Reinette d'Orléans
- Reinette du Mans
- Reinette Duquesne, diploide, S-génotype: S₃S43
- Reinette étoilée, diploide
- Reinette franche, diploide
- Reinette grise de Lorient
- Reinette Hernaut, triploide, S-génotype: S1S₃S17
- Reinette jaune sucrée

### Reinetes angleses
- 'Acklam Russett'
- 'Adam's Pearmain'
- 'Blenheim Orange'
- 'Braddick's Nonpariel'
- 'Claygate Pearmain'
- 'Egremont Russet'
- 'Golden Russet'
- 'Merton Russet'
- 'Ribston Pippin'
- 'Ross Nonpariel'
- 'Roxbury Russet' (també coneguda com a Boston Russet)
- 'St. Edmund's Pippin'
- 'Sam Young'
- 'Tydeman's Late Orange'
- 'Winston'

### Reientes alemanyes
| Name                                       | Bild                               |
| ------------------------------------------ | ---------------------------------- |
| Ananasrenette                              | Ananasrenette                      |
| Baumanns Renette                           | Baumanns Renette                   |
| Biesterfelder Renette                      | Biesterfelder Renette              |
| Diels Renette                              |                                    |
| Engelsberger Renette                       |                                    |
| Gelbe sächsische Renette                   |                                    |
| Goldrenette Freiherr von Berlepsch         | Goldrenette Freiherr von Berlepsch |
| Bodenfelder Renette                        |                                    |
| Goldrenette von Blenheim                   | Goldrenette von Blenheim           |
| Champagnerrenette                          | Champagnerrenette                  |
| Conlons Renette                            |                                    |
|                                            |                                    |
| Deutsche Goldrenette                       |                                    |
| Dietzer Goldrenette                        |                                    |
| Französische Goldrenette                   |                                    |
| Gaesdoncker Renette \|                     |                                    |
| Graue Herbstrenette                        | Graue Herbstrenette                |
| Graue Französische Renette                 | Graue Französische Renette         |
| Harberts Renette                           | Harberts Renette                   |
| Hildesheimer Goldrenette                   | Hildesheimer Goldrenette           |
| Himbeerrenette                             | Himbeerrenette                     |
| Kanadarenette                              | Kanadarenette                      |
| Karmeliterrenette                          | Karmeliterrenette                  |
| Kasseler Renette                           |                                    |
| Landsberger Renette                        | Landsberger Renette                |
| Luxemburger Renette                        | Luxemburger Renette                |
| Muskatrenette                              | Muskatrenette                      |
| Orleansrenette                             | Orleansrenette                     |
| Overdiecksrenette                          | Overdiecksrenette                  |
| Rote Sternrenette                          | Rote Sternrenette                  |
| Schöner aus Boskoop (Renette von Montfort) | Schöner aus Boskoop                |
| Wachsrenette                               |                                    |
| Weiberrenette                              |                                    |
| Zabergäurenette                            | Zabergäurenette                    |
| Zimmt-Renette                              |                                    |
| Zuccalmaglios Renette                      | Zuccalmaglios Renette              |